# Селекция (Холокост)
Селекция во время Холокоста была актом, проводившимся немецко-нацистскими властями с целью рассортировать и отсеять евреев, которых считали «непродуктивными» (неспособными работать), особенно в лагерях смерти, но иногда — в гетто и еврейских городах. Евреи, которые попадали в категорию непродуктивных, были, как правило, среднего и пожилого возраста, с большими семьями, детьми, больными и инвалидами. Все они были депортированы в концентрационные лагеря для систематического истребления, которое началось в мае 1942 года. Оставшиеся использовались в качестве рабочей силы до их полнейшего истощения и изнеможения.
Селекция выполнялась для отделения работоспособных от предназначенных на уничтожение. Селекции проводились СС в момент прибытия в лагерь. Очень часто искали специалистов и ремесленников определённой квалификации (плотников, портных, ювелиров и так далее). Селекция производилась с использованием разных маскирующих средств, чтобы предотвратить возможное сопротивление. Евреи, успешно прошедшие селекцию, работали до следующей проверки их пригодности к работе.
В момент процесса селекции евреи осматривались поверхностно эсэсовцем, после чего судьба человека была решена: жизнь или смерть. Прибывшие во время селекции на перроне в большинстве случаев не знали, что их ждет. Когда эсэсовцы предлагали оставить своих детей пожилым женщинам, а самим идти на работу, то женщины иногда соглашались, надеясь, что встретятся со своими детьми позже. Иногда они отказывались расставаться с детьми, и в этом случае, эсэсовец, который проводил селекцию, отсылал их в группу, предназначенную на истребление, вместе с детьми.
Женщины, оставившие своих детей, узнавали об истреблении заключенных в лагере иногда только через несколько недель. А иногда они отказывались верить, даже когда более опытные заключенные подтверждали эту информацию.
Опытные заключенные во время селекций, проводившихся в лагере, уже знали, что после селекции отберут тех, кого отправят на истребление. Некоторые реагировали равнодушно, с отчаянием и фатализмом, усугублявшимся голодом, холодом и болезнями, а некоторые пытались подготовиться, притворяясь более крепкими и здоровыми. Например, женщины подкрашивали щеки, чтобы выглядеть более крепкими и подходящими для работы, а подростки старались казаться выше, вкладывая камни или другие материалы в свою обувь.
Были лагеря, например, Аушвиц или Майданек, где каждые несколько недель среди рабочих проводились селекции на истребление в дополнение к первоначальной селекции при входе в лагерь. С другой стороны, были лагеря смерти, где почти не было селекций. В лагере Белжец, в котором истребление евреев началось в марте 1942 года, прибыло около 600 000 евреев, и все они были отправлены на уничтожение без отбора, за исключением нескольких сотен человек, которые были отобраны для работы по сортировке вещей убитых. Лагерь смерти в Собиборе, который начался с истребления евреев в мае 1942 года, и лагерь смерти в Треблинке, который принял первых депортированных в июле 1942 года, также не имели селекций.